# 아르에이치 빙
아르에이치 빙(영어: R H Bing, 1914~1986)은 미국의 수학자이다. 3차원 다양체의 위상수학에 공헌하였다.

## 생애
1914년 10월 20일 미국 텍사스주 오크우드(영어: Oakwood)에서 태어났다. 아버지 루퍼트 헨리 빙(영어: Rupert Henry Bing)은 교사였으며, 어머니 룰라 메이 톰프슨(영어: Lula May Thompson) 역시 교사였다. 빙은 원래 아버지의 이름을 따 루퍼트 헨리 빙 2세(영어: Rupert Henry Bing, Jr.)로 명명될 뻔했으나, 어머니가 "루퍼트 헨리"가 지나치게 영국식이라고 생각하여 대신 "아르에이치"(영어: R H)로 명명되었다. 즉, "아르에이치"는 이름의 머리글자가 아니다.
빙이 태어난 뒤, 빙의 아버지는 교직에서 은퇴하고 귀농하였으나, 빙이 5세 때 사망하였다. 이후 빙의 가족은 빈곤에 시달렸다.
빙은 남서 텍사스 교육 대학교(영어: Southwest Texas State Teacher's College, 훗날 텍사스 주립 대학교(영어: Texas State University)로 개명)에 입학하였다. 금전적 문제로 인하여, 빙은 교내 식당에서 아르바이트를 하였으며, 4년 과정을 2½년만에 졸업하였다. 이후 빙은 텍사스에서 교사로 일하면서, 여름 방학 동안 텍사스 대학교 오스틴에서 강의를 수강하였다. 1938년에 이렇게 하여 텍사스 대학교 오스틴에서 석사 (영어: Master of Education) 학위를 수여받았고, 같은 해 8월 26일에 메리 블랜치 홉스(영어: Mary Blanche Hobbs)와 결혼하였다.
빙은 한때 외국을 방문하기 위해 비자를 신청했는데, 이름의 약자를 쓰지 말라는 답변을 들었다. 그래서 이름이 "R만, H만"(영어: R-only H-only)으로 구성되었다고 해명하였더니, 비자가 "Ronly Honly Bing"이라는 이름으로 잘못 발급되었다고 한다.:34
1943년에 텍사스 대학교 오스틴의 강사로 취직하였고, 1945년에 텍사스 대학교 오스틴에서 로버트 리 무어 밑에서 박사 과정을 수여받았다. 이후 위스콘신 대학교 매디슨의 조교수가 되었고, 곧 정교수로 승진하였다. 1973년에 텍사스로 귀향하여 텍사스 대학교 오스틴 수학과 과장이 되었다.
1985년에 텍사스 대학교 오스틴에서 은퇴하였고, 이듬해 4월 28일 오스틴에서 사망하였다.